# OVirt
oVirt는 자유-오픈 소스 가상화 관리 플랫폼이다. 레드햇이 레드햇 버추얼라이제이션이 위치한 커뮤니티 프로젝트로서 설립한 것이다. 쉽게 사용할 수 있는 웹 기반 프론트엔드를 통해 플랫폼 독립적 접근 권한을 가지고 가상 머신, 컴퓨트, 스토리지, 네트워킹 리소스의 중앙 관리를 할 수 있게 도와준다. x86-64의 커널 기반 가상 머신(KVM), PowerPC64, s390x 아키텍처가 유일하게 지원되는 하이퍼바이저이지만 차기 릴리스에 ARM 지원에 대한 노력이 계속되고 있다.

## 같이 보기
- 커널 기반 가상 머신 (KVM)